# Lilla Badhusgatan
Lilla Badhusgatan är en kort en parallellgata till Verkstadsgatan, nordväst om Otterhällan mellan Skeppsbron och Stora Badhusgatan i stadsdelen Inom Vallgraven i centrala Göteborg. Gatan, som omnämns första gången 1852, är cirka 70 meter lång.

## Beskrivning
I gatans förlängning åt sydost ligger Per Nyströms Trappa – tidigare "Keillers trappor" – som går upp mot Otterhällan och Norra Liden. Gatan är cirka 70 meter lång och numrerad 1, 2 och 4; det udda numret upptas av en parkeringsplats som skapades 1999 då byggnaderna Skeppsbron 3 och Stora Badhusgatan 5 revs. 
Lilla Badhusgatan 2-4 är ett kontorshus i sju våningar, uppfört 1965 för Bröderna Kanolds räkning. Lund & Valentin var arkitekter.

## Historia
Gatan är omnämnd första gången 1852.  År 1900 uppgavs gatan vara 56 meter lång, med en medelbredd av 10,7 meter och med en yta av 599 kvadratmeter.
Lilla Badhusgatan ligger mellan kvarteret 51 Verkstaden i sydväst, där ursprunget till Götaverken innehade hela kvarteret fram till 1860-talet – byggnaderna revs 100 år senare – och kvarteret 52 Stora Bommen i nordost.
I hörnet vid Stora Badhusgatan låg restaurang Ångköket på 1930-talet.